# Alexander Iwanow (Sänger)

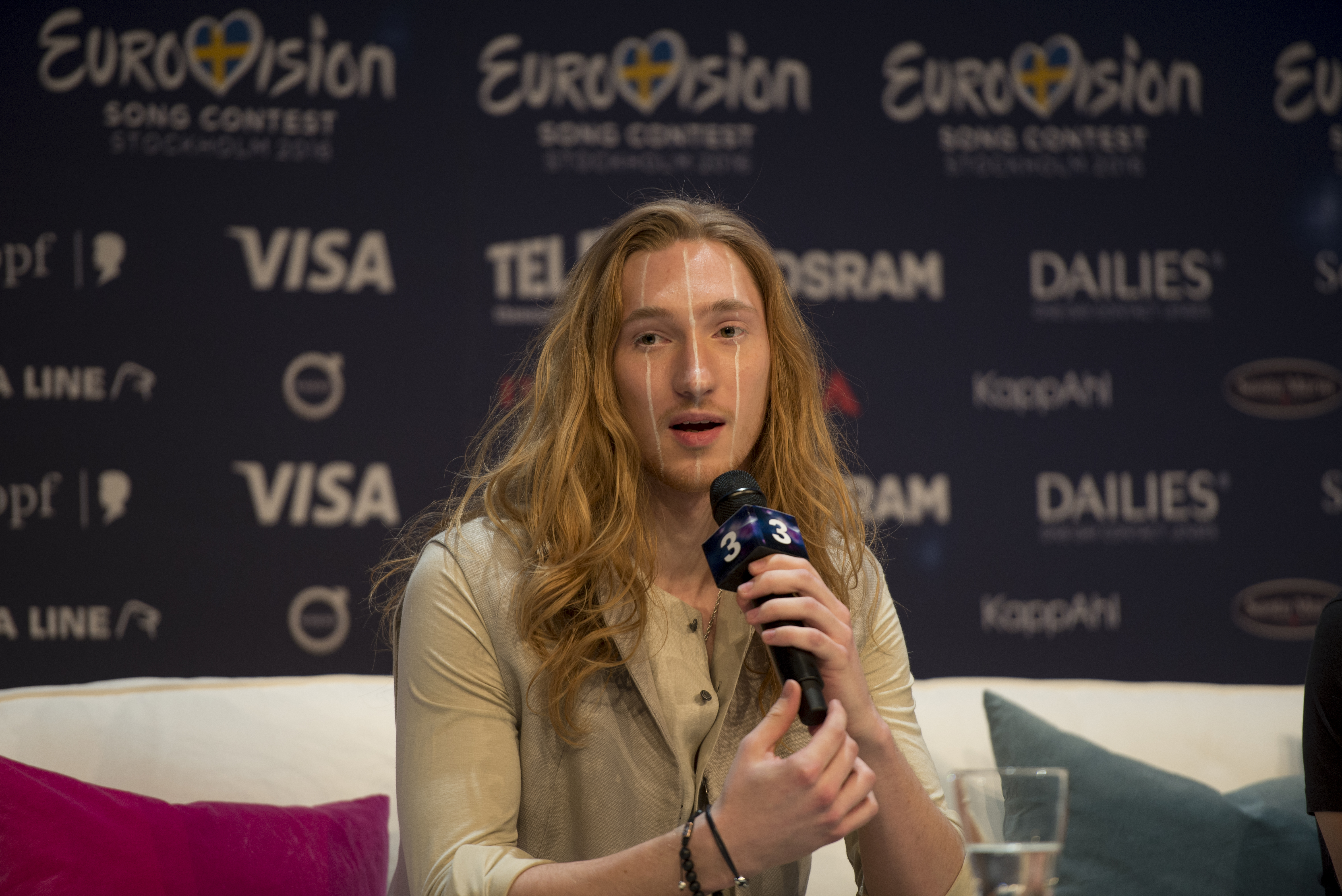
Alexander Iwanow (2016)

Alexander Wiktorowitsch Iwanow (russisch Александр Викторович Иванов, belarussisch Аляксандр Іваноў, auch IVAN; * 29. Oktober 1994 in Homel) ist ein belarussisch-russischer Sänger. Er vertrat sein Geburtsland Belarus beim Eurovision Song Contest 2016 in Stockholm.

## Leben und Karriere
Iwanow wurde am 29. Oktober 1994 in Homel in Belarus geboren, lebt aber heute in Sankt Petersburg in Russland, wo er 2009 als Mitglied einer Rockband seine musikalische Karriere begann. Im Juni 2014 gewann er den Talentwettbewerb Five Stars, der zur Teilnahme am Intervision Song Contest 2015 in Sotschi berechtigt hätte, aber bis heute nicht stattfand.
Er bewarb sich Ende 2015 beim belarussischen Fernsehen unter dem Namen Ivan für den Vorentscheid zum Eurovision Song Contest 2016 in Schweden und erreichte das TV-Finale am 22. Februar 2016, das er schließlich knapp vor der Gruppe Napoli gewann. Der Titel Help You Fly wurde von denselben Komponisten geschrieben, die auch die russischen Beiträge von 2005 und 2012 produziert hatten. Er konnte sich allerdings für das Finale des Wettbewerbs nicht qualifizieren.